# Tim Scott
Timothy Eugene Scott (North Charleston, Carolina del Sur, 19 de septiembre de 1965) es un político estadounidense afiliado al Partido Republicano. Actualmente el senador afroamericano que más tiempo ha estado en el senado, representa al estado de Carolina del Sur en el Senado de ese país.

## Carrera
Desde 1998 a 2008 estuvo en el consejo del Condado de Charleston. De 2009 a 2011 fue representante de la Cámara de Representantes de Carolina del Sur. En noviembre de 2010 fue elegido a la Cámara de los Estados Unidos por el 1.º distrito congresional de Carolina del Sur, y fue representante de 2011 a 2013. El Tea Party le ha dado su apoyo.
Junto con los demócratas Cory Booker de New Jersey y Kamala Harris de California, es uno de los tres senadores afroamericanos del 113.º Congreso. A su vez, es el primer senador afro de Carolina del Sur, el primero del Partido Republicano desde la elección de Edward Brooke en 1966, y el primero de la Región Sur de los Estados Unidos desde 1881, es decir cuatro años después del final de la Reconstrucción tras la Guerra Civil.
En 2017, fue uno de los 22 senadores que firmó una carta pidiéndole al presidente Donald Trump que saque a Estados Unidos del Acuerdo de París, el cual busca reducir los efectos del cambio climático. Según la ONG Center for Responsive Politics, Scott ha recibido desde 2012 más de 548.000 dólares de grupos de interés de la industria del petróleo, del gas y del carbón.